# Géologie environnementale
La géologie environnementale (Environmental geology ou Geoecology pour les anglophones) est - comme l'hydrogéologie - une science appliquée qui s'intéresse aux application pratique des principes de la géologie en ce qu'ils peuvent contribuer à la compréhension et résolution de problèmes environnementaux.
C'est un domaine multidisciplinaire situé entre la géologie et l'environnement, étroitement liée à la géoingénierie et, dans une moindre mesure, à la biogéographie.
Chacun de ces domaines implique l'étude des interactions entre les humains et la géosphère ou l'environnement géologique, qui peut être considéré comme lié à la biosphère, la lithosphère, l'hydrosphère, et dans une certaine mesure, à l'atmosphère terrestre.

## Contenu
La « Géologie environnementale » a notamment comme centres d'intérêt :
- les cycles biogéochimiques ;
- la gestion de l'eau, la gestion de l'environnement[1], et plus particulièrement des ressources géologiques et hydrogéologiques telles que les combustibles fossiles, minéraux, et l'eau (de surface et/ou souterraines) ;
- l'utilisation durable des terres et la gestion ou restauration de sols contaminés ;
- l'étude de la surface de la terre via des disciplines telles que la géomorphologie, et l'édaphologie ;
- l'écologie de certaines espèces extrêmophiles vivant dans le sol et le sous-sol ;
- la compréhension, définition et l'atténuation de l'exposition des humains à certains risques naturels (risque sismique, pollution ayant le sol ou sous-sol pour origine, ou susceptible de recevoir des pollutions anthropiques) ;
- les impacts de la gestion de l'élimination des déchets industriels et domestiques, tels que mise en décharge, retombées atmosphériques, impact des épandages ou usages géotechniques (remblai, utilisation dans les bétons, etc), scories, boues d'épuration, cendres d'incinérateurs, pour comprendre, atténuer ou supprimer quand cela est possible les impacts de certains polluants ou radionucléides ;
- les études d'impact environnemental de projets en contact avec le sol ou utilisant des ressources d'origine géologique susceptible de poser problème (impacts routiers, d'urbanisme, agricoles ou sylvicoles, décharges, etc)
- l'expertise concernant certains litiges ou des questions émergentes (puits de carbone, stockage géologique du carbone, stockage souterrain de déchets nucléaires, impact de la fracturation hydraulique et impacts des fluides de fracturation, etc)

## Littérature
Une revue spécialisée à évaluation par les pairs est apparue dans ce domaine scientifique :
- Environmental Earth Sciences  (ISSN 1866-6280)[2], autrefois  Environmental Geology  (ISSN 0943-0105).

## Formation
L'émergence de besoins nouveaux a suscité la mise en place de formations universitaires dans de nombreux pays.
Il existe notamment une Chaire UNESCO en géologie environnementale pour le développement soutenable, créée en 1998 par la « Moscow University of Engineering Ecology » (fédération de Russie).  